# Klopot
Klopot este un sat din municipiul Podgorica, Muntenegru. Conform datelor de la recensământul din 2003, localitatea are 16 locuitori (la recensământul din 1991 erau 37 de locuitori).

## Demografie
În satul Klopot locuiesc 13 persoane adulte, iar vârsta medie a populației este de 48,3 de ani (38,8 la bărbați și 53,9 la femei). În localitate sunt 8 gospodării, iar numărul mediu de membri în gospodărie este de 2,00.
Populația localității este foarte eterogenă.
|  |

| Demografie | Demografie | Demografie |
| An         | Locuitori  | Locuitori  |
| ---------- | ---------- | ---------- |
|            |            |            |
|            |            |            |
|            |            |            |
|            |            |            |
| 1948       | 120        |            |
| 1953       | 121        |            |
| 1961       | 108        |            |
| 1971       | 86         |            |
| 1981       | 61         |            |
| 1991       | 37         | 37         |
| 2003       | 16         | 16         |

| \| Componența etnică conform recensământului din 2003[2] \| Componența etnică conform recensământului din 2003[2] \| Componența etnică conform recensământului din 2003[2] \| Componența etnică conform recensământului din 2003[2] \| Componența etnică conform recensământului din 2003[2] \| \| ----------------------------------------------------- \| ----------------------------------------------------- \| ----------------------------------------------------- \| ----------------------------------------------------- \| ----------------------------------------------------- \| \| \| \| \| \| \| \| Muntenegreni \| Muntenegreni \| \| 10 \| 62,5% \| \| Sârbi \| Sârbi \| \| 4 \| 25% \| \| necunoscută \| necunoscută \| \| 0 \| 0% \| |              |  |    |       |
| Componența etnică conform recensământului din 2003 |              |  |    |       |
| |              |  |    |       |
| Muntenegreni | Muntenegreni |  | 10 | 62,5% |
| Sârbi | Sârbi        |  | 4  | 25%   |
| necunoscută | necunoscută  |  | 0  | 0%    |